# Podkamień (gmina w województwie tarnopolskim)
Podkamień – dawna gmina wiejska w powiecie brodzkim województwa tarnopolskiego II Rzeczypospolitej. Siedzibą gminy był Podkamień.
Gminę utworzono 1 sierpnia 1934 r. w ramach reformy na podstawie ustawy scaleniowej z dotychczasowych gmin wiejskich: Dudyń, Jaśniszcze, Kutyszcze, Maleniska, Niemiacz, Orzechowczyk, Palikrowy, Pańkowce, Podkamień, Popowce, Styberówka, Tetylkowce i Wierzbowczyk.
Po wojnie obszar gminy został odłączony od Polski i włączony do Ukraińskiej SRR.